# Brisbane International 2010
Das Brisbane International 2010 war ein Tennisturnier der WTA Tour 2010 für Damen und ein Tennisturnier der ATP World Tour 2010 für Herren in Brisbane. Es fand zeitgleich mit dem Damentennisturnier ASB Classic in Auckland vom 4. bis 10. Januar 2010 statt.
Titelverteidiger im Einzel war Radek Štěpánek bei den Herren sowie Wiktoryja Asaranka bei den Damen. Im Herrendoppel die Paarung Marc Gicquel und Jo-Wilfried Tsonga, im Damendoppel die Paarung Anna-Lena Grönefeld und Vania King die Titelverteidiger.
Nach einer 18-monatigen Pause kehrte Justine Henin bei diesem Turnier zur WTA Tour zurück.

## Herrenturnier
→ Qualifikation: Brisbane International 2010/Herren/Qualifikation

## Damenturnier
→ Qualifikation: Brisbane International 2010/Damen/Qualifikation